# Marco Ostório Escápula
Marco Ostório Escápula (em latim: Marcus Ostorius Scapula; m. 66) foi um senador romano nomeado cônsul sufecto para o nundínio de julho a dezembro de 59 com Tito Sêxtio Africano. Seu bisavô, Quinto Ostório Escápula, foi, com Sálvio Aper, o primeiro prefeito pretoriano de Augusto em 2 a.C. e seu pai, Públio Ostório Escápula, foi governador da Britânia.

## Carreira
Ainda jovem na Britânia, Escápula participou da campanha de seu pai contra a revolta dos siluros liderada por Carataco. Depois da vitória sobre os icenos, ele recebeu a coroa cívica por ter salvo cidadãos romanos. Quando seu pai voltou a Roma, Escápula começou sua carreira, mas nada se sabe sobre ela sua chegada ao consulado em 59. Em 62, salvou o pretor Antíscio Sosiano, acusado de crime de maiestas por ter composto versos zombando de Nero, da morte ao testemunhar em seu favor. Apesar disto, o próprio Antíscio o acusou depois de ser um dos membros da Conspiração Pisoniana em 66, uma acusação da qual ele só pôde escapar através do suicídio.

## Família
É provável que Marco Ostório Escápula, cônsul sufecto em 97, tenha sido seu neto.